# رغدة حسن
رغدة حسن كانت كاتبة وناشطة سوريَّة. عُرفت من خلال نشاطها السياسي ضد النظام السوري في عهدِ حافظ الأسد وكذا في عهدِ ابنه بشار الأسد واعتُقلت مرتين: مرةً واحدةً في كلّ عهد. توجَّهت رغدة في وقتٍ ما نحو مجال الكتابة فنشرت عددًا من الكتيّبات كما صدرت لها روايةٌ طويلةٌ بعنوان «نجمة الصبح» بمثابة سيرة ذاتيّة لها تحدثت فيها عن طفولتها وفترة المراهقة ثمّ النضال حتى اللجوء لفرنسا، كما صدرت لها روايةٌ ثانيّةٌ بعنوان «حيث لا دمشق هناك» وهي روايةٌ مشابهةٌ للأولى وتنتمي لأدب السجون. كانت رغدة تعملُ على رواية ثالثة لكنها فارقت الحياة بسبب مرض السرطان في آذار/مارس من العام 2021 قبل أن تُصدرها رسميًا.

## الحياة المُبكّرة والتعليم
وُلدت رغدة في مدينة جبلة على ساحل سوريا. تربت في أزقة سوريا مع أخويها وأختها ووالدتها، بينما انفصل والدها بحياته بعيدًا عنهم. درست في مدرسة سعد بن أبي وقاص الابتدائية، كما حصلت على الشهادة الإعدادية والثانوية. ولكنها مُنعت من الدراسة في الجامعة لسببٍ ما.

## المسيرة المهنيّة
تحدثت رغدة عن قصّتها في رواية «نجمة الصبح» حيث تطرَّقت لحياتها المبكّرة وطفولتها ثمّ بداية نشاطها السياسي ونضالها ضد النظام السوري وكذا تجربة السجن مرتين والزواج، كما تناولت موضوع إقامتها في مخيم اليرموك أين أنجبت طفلين من زوجها عامر.
تجنَّبت رغدة العمل السياسي في وقتٍ ما بعد كل ما حصل لها لكن لم تتوقف عن متابعة الشأن العام كما ذكرت في كتابها الذي يُمثّل سيرة ذاتيّة مفصلة لها. تفرغت للكتابة وحاولت في معظم الأعمال الحديث عن تجربتها وتجارب آخريت في الاعتقال في السجون السورية كما كتبت عن الحبّ وأشياء أخرى.
زادت شهرة رغدة حسن بفضل كتابها الذي حمل عنوان «الأنبياء الجدد» والذي اعتمدت فيهِ على السرد السلس من أجل البنيان الروائي بالإضافةِ إلى الالتقاطات الشعريّة. اعتمدت رغدة في روايتها على الواقعيّة من خلال الوصف الدقيق للأشخاص والأمكنة. تتحدثُ حسن بالمجمل في روايتها عن ما سمّتهُ حلم الحرية في أفئدة شباب متحمّسين متسلحين فقط بضمائرهم الحية وبالشعر أيضًا، كما تحكي رغدة عن رائحة الدم المتخثر والخوف من رجال الأمن، الجلادون والأقبية، الحب والشعر. وصفَ بعض النقاد في الرواية الحوار بـ «الدافئ والحميم حيث تدعو الحميمية، ومبتسر دون حشو أو ترهّل».
تُركّز رغدة في هذا العمل – وكما هو في معظم أعمالها – على قضايا من تُسمّيهم المطارَدُون في وطنهم كما تحكي عن المطرود، ثم النكوص إلى الحلم، مثلما هي قصّة حاتم بطل الرواية الذي يموتُ في وقتٍ ما تحت التعذيب وكل حفلات التعذيب والتنكيل التي عاشها قبل فراقه الحياة، كما تتحدث عن التعذيب الممنهج في سجون النظام السوري وتصفُ ذلك بنوعٍ من التفصيل من خلال الحديث عن استخدام الكابل الرباعي مع الكرسي الألماني وأداة تعذيب مستوردة من سراديب النازية كما تصف.
تصفُ رغدة في روايتها «الأنبياء الجدد» حالة المعتقَل الذي يصلُ لدرجة الإغماء من شدة الألم المركّز في الظهر والطرفين السفليين حدّ الإحساس بالشلل. عرَّجت رغدة في نفس الرواية على قصّة زوجها الفلسطيني عامر حداد أو كما تصفهُ عامر الفدائي الذي ودّع درب النضال مع الكثير من الرفاق الأشداء الاستثنائيين كما تصفهم في صفحات روايتها. تسردُ رغدة حسن بالتفصيلِ أيّام السجن وحفلات التعذيب واقتلاع الأظافر، ثم نقلها إلى المشفى وإعادتها إلى السجن من جديد وجروح الظهر والقدمين فضلًا عن تورم الرأس. في روايتها «حيثُ لا دمشق هناك»، زاوجت رغدة بين القصّة والقصيدة لترويَ قصّة عن بحارين، مراكبهم من ثورة وتمرد وبحارهم شوق وعلم، عن أساطير لخصوا معنى السوري وحقيقته في جروح الجسد وفي تجاعيد البسمةِ كما وصفت في المقدمة.

## النشاط السياسي
بدأ رغدة النشاط السياسي في عمر العشرين، حينَ كانت تتجمع وأخواها والأصدقاء في أحد البيوت يُحاولون فهم وتحليل ما يجري في سوريا، ثمّ تطور الأمر فبدأت والآخرين توزيع المنشورات التي تُعارض نظام الأسد. بعد فترة ما توسَّعت علاقات رغدة، فانضمّت لمجموعة أكبر ممن يُعارضون النظام وصارت هذه المجموعة تُعرف لاحقًا باسمِ حزب العمل الشيوعي.
برزت رغدة حسن في سوريا عبر كتبها ونشاطها السياسي ضدّ الأنظمة القمعيّة والدكتاتوريّة، فاعتُقلت لأول مرة عام 1992 ثمّ سُجنت لأكثر من عامين ضمن حملة شنّها الرئيس السوري الأسبق حافظ الأسد على أحزاب المعارضة بما فيها حزب العمل الشيوعي. اعتُقلت رغدة حسن للمرة الثانيّة عام 2010 على يدِ قوات النظام السوري – وهذه المرة على يدِ ابن حافظ؛ بشار الأسد – أثناء سفرها إلى لبنان على خلفية روايتها «الأنبياء الجدد» التي تروي قصَّة السجون السورية وتعرضت للضرب، بحسب منظمات حقوقية.
ذكرت رغدة حسن في أحد اللقاءات إنها لم تصدق أن الشعب السوري قد قام أخيرًا بصنع ضجة، وارتفع صوته بعد أعوام من الخضوع كما تصف، ثم نزحت مع زوجها وأطفالها إلى لبنان ومنها إلى فرنسا بسبب الملاحقة الأمنية والحصار، وتحكي أنها شعرت بالخيانة لوطنها بسبب هجرها للبلاد، لكنها كانت تعرف أن أولادها بحاجة إلى حضنها وقربها، وعرفت أن قضيتها الكبرى في الحياة هم هؤلاء الأولاد.

## الزواج
تزوجت رغدة حسن بعد خروجها من السجن من الفلسطيني عامر داود الذي كان معتقلًا في السجن نفسه وتعرفت عليه في ظروف صعبة بالمعتقَل كما روت في وقتٍ لاحق. جسّد المخرج البريطاني شون مكاليستر قصة الحب التي جمعت المعتقَلين الفلسطيني والسورية، في وثائقي بعنوان «قصة حب سورية» (بالإنجليزية: Syrian love story)‏ وفاز بجائزة مهرجان شيفيلد للوثائقيات عام 2015. يدور الفيلم حول قصة الناشطين عامر ورغدة اللذين التقيا وتحابا قبل 20 عاما في سجن سوري، وأولادهما الأربعة، ورحلة فرارهم من الحرب في سوريا إلى لبنان، قبل منحهم اللجوء في فرنسا.

## الوفاة
تُوفيَّت رغدة حسن في آذار/مارس 2021 في فرنسا بعد صراع مع مرض السرطان. نعتها رابطة الكتاب السوريين التي أصدرت بيانًا قالت فيهِ «إنَّ الراحلة قاست قمع النظام منذ زمن طويل، حيث اعتقلت قبل الثورة، ثم ما لبثت أن أعلنت موقفها الداعم لحراك الشعب السوري المعارض لنظام الأسد، فعبرت عن ذلك في كتاباتها، وفي مواقفها.»

## قائمة أعمالها
هذه قائمةٌ بأبرز أعمال الناشطة والكاتبة السوريّة رغدة حسن:
- نجمة الصبح[30]
- حيث لا دمشق هناك[31]